# 亮首眶燈魚
亮首眶灯鱼（学名：Diaphus effulgens）为輻鰭魚綱燈籠魚目灯笼鱼科的其中一種，分布於全球三大洋海域，屬深海魚類，棲息深度0-6000公尺，體長可達15公分。

## 扩展阅读
維基物種上的相關：亮首眶灯鱼